# Enter (Within Temptation)
| Recensione              | Giudizio |
| ----------------------- | -------- |
| Blabbermouth.net        |          |
| Metal Hammer (Germania) |          |
| Metalstorm.net          |          |

Enter è l'album di debutto del gruppo musicale gothic metal olandese Within Temptation pubblicato nel 1997 in Europa da DSFA Records. Nel 2007 l'album è stato ripubblicato negli Stati Uniti d'America dall'etichetta indipendente Season of Mist ed è stato ristampato nel 2014 dalla Nuclear Blast.
L'album, registrato e prodotto con la collaborazione di alcuni membri degli Orphanage, non riscosse un particolare successo commerciale, entrando solamente nella classifica musicale olandese nel 2002. Ne è stato estratto un unico singolo: Restless, pubblicato il 7 aprile 1997.

## Registrazione
Poco dopo aver firmato un contratto con l'etichetta discografica DSFA Records la band entrò nello Studio Moskou di Utrecht per iniziare le registrazioni delle tracce del primo album; si trattava prevalentemente di nuove versioni di demo pubblicate in precedenza dal gruppo e quindi le registrazioni terminarono nel giro di due-tre settimane.
(Robert Westerholt)
(Sharon den Adel)
Nel processo di registrazione i Within Temptation sono stati aiutati da alcuni membri degli Orphanage, in particolare Lex Vogelaar (produzione dell'album e chitarre in Pearls of Light), George Oosthoek (voce death in Deep Within) e Guus Eikens (sintetizzatori).

## Pubblicazione
Dopo la rapida registrazione l'album è stato pubblicato nel 1997 da DSFA Records insieme ad un singolo, Restless. Successivamente nel 2007 è stato pubblicato anche negli Stati Uniti insieme all'EP The Dance dall'etichetta Season of Mist. Nel 2014 Nuclear Blast ha ristampato l'album.

## Stile
Enter è influenzato in modo palpabile dalle sonorità tipiche del doom metal, come i lenti ritmi di chitarra, l'uso delle tastiere per creare melodie malinconiche. È presente anche il contrasto vocale tra la voce angelica di Sharon den Adel e il cantato in growl di Robert Westerholt. Tutte caratteristiche che a partire dall'album Mother Earth non ci saranno più.
All'interno dell'album inoltre c'è una certa varietà nello stile dei brani: ballate come Restless o Pearls of Light, brani minacciosi come Grace o Candles, altri orientati sul death/doom come Deep Within (l'unico brano che vede la partecipazione della sola voce maschile) ed anche una traccia strumentale, Blooded.
L'album è molto più strumentale rispetto ai più recenti lavori della band. Molte canzoni hanno lunghe parti strumentali e testi più corti.
Nel disco l'attenzione viene posta principalmente sulla voce di Sharon den Adel, che viene supportata da tappeti di tastiere e ruvide chitarre.
I testi sono incentrati su oscurità, fantasmi e guerre, mentre negli album successivi vertono sul fantasy, amore e la natura.

## Futuro dell'album
Sebbene non fosse entrato nelle classifiche olandesi nel suo anno di pubblicazione, Enter raggiunse comunque la posizione n° 32 nel 2002, dopo il grande successo del singolo Ice Queen. Dal 2004 le canzoni dell'album non vengono più suonate spesso dal vivo dalla band.

## Tracce
1. Restless – 6:08 (Robert Westerholt, Martijn Westerholt e Sharon den Adel)
2. Enter – 7:15 (Robert Westerholt, Sharon den Adel e Richard Willemse)
3. Pearls of Light – 5:15 (Robert Westerholt, Sharon den Adel e Richard Willemse)
4. Deep Within (feat. George Oosthoek) – 4:30 (Robert Westerholt e Sharon den Adel)
5. Gatekeeper – 6:43 (Robert Westerholt e Sharon den Adel)
6. Grace – 5:10 (Robert Westerholt e Sharon den Adel)
7. Blooded (strumentale) – 3:38 (musica: Robert Westerholt)
8. Candles – 7:07 (Robert Westerholt e Sharon den Adel)

Durata totale: 45:46

## Formazione

### Gruppo
- Sharon den Adel - voce
- Michiel Papenhove - chitarra solista
- Robert Westerholt - chitarra ritmica, voce death
- Martijn Westerholt - tastiere
- Jeroen van Veen - basso
- Ivar de Graaf - batteria

#### Altri musicisti
- George Oosthoek - voce death in Deep Within
- Lex Vogelaar - chitarre in Pearls of Light
- Guus Eikens - sintetizzatori

### Produzione
- Within Temptation - produzione
- Anthony van den Berg - produzione esecutiva
- Lex Vogelaar - produzione e missaggio
- Oscar Holleman - missaggio
- Silvia Vermeulen - tecnico del suono
- Richard de Nooyer - grafica
- Jack Tilmans - fotografia

## Classifiche
| Classifica (2002) | Posizione massima |
| ----------------- | ----------------- |
| Paesi Bassi       | 32                |